# XFV-1 (航空機)
ロッキード XFV-1
- 用途：戦闘機
- 製造者：ロッキード
- 運用者：アメリカ海軍
- 初飛行：1955年
- 生産数：1機

XFV-1はアメリカ海軍のためにロッキード社が試作したテイルシッター型垂直離着陸戦闘機。「サーモン」というニックネームが伝えられている
が、正式なものではない。1951年に海軍から示された仕様に基づき、コンベア社のXFY-1と競作された。XFY-1は垂直離着陸および水平飛行への転換に成功したが、XFV-1は行うことができなかった。

## 概要
アメリカ海軍は1950年に、駆逐艦や輸送船の甲板から飛び立つことのできる船団護衛用戦闘機の研究を始め、翌1951年、コンベア社とロッキード社にそれぞれターボプロップエンジン装備の試作機2機の発注を行った。
ロッキードXFV-1の動力系統はアリソンYT-40-A-14（5,800hp）を装備して機首の2重の3翅プロペラを駆動する。短い直線翼の主翼とX型の尾翼を持ち、各尾翼の先端に車輪が設けられている。機首を上にして垂直に離陸し、上空で徐々に水平飛行に移行して戦闘機として行動し、着陸は垂直で行うという構想であった。機体が垂直になっている時は操縦席及び計器や操縦装置が前に傾斜するようになっていた。パイロットの乗降には大型のハシゴを使った。設計はのちに極秘の偵察機開発で名をあげることになる名設計家ケリー・ジョンソン率いる特別開発チーム「スカンクワークス」が行った。
XFV-1は1954年末からカリフォルニア州エドワード基地でテストを行い、短い跳躍を繰り返した後、1955年、飛行特性の試験のため水平飛行時の姿勢を維持するための仮設の固定脚を装着して初飛行した。テストでは最高速度800km/hを記録したが、垂直離着陸は結局成功しなかった。XFV-1はXFY-1とともに1955年末にはキャンセルされた。
完成した試作機は1機（シリアル138657）のみであり、2機目（シリアル138658）は半完成の状態で荷重試験などに使用された。
開発が中止された最大の理由は、操縦の難しさであった。特に着陸時にはパイロットは無理な姿勢で後ろを振り返りながら地面を見なければならす、ベテランのテストパイロットが何度練習しても恐怖心をぬぐえなかった。揺れ動く艦船への着艦は無理と判断された
。
現在はフロリダ州レイクランドのSun 'n Fun博物館に保存されている。

## 性能諸元
- 乗員： 1 名
- 全長： 11.43 m
- 全幅： 8.35 m
- 全高： 11.43 m
- 主翼面積： 22.8m2
- 自重： 5,260kg
- 全備重量： 7,360 kg
- 発動機： アリソン YT40-A-14ターボプロップ 1基 5,800 hp
- 最高速力： 933km/h
- 上昇限度： 13,000 m
- 武装： 20 mm機関砲 ×2